# Prosodio
Il prosodio (τὸ προσόδιον μέλος, il canto della processione) è un antico canto greco intonato durante i riti in onore di Apollo e di Artemide. Era cantato coralmente da un corteo di ragazzi e ragazze che portavano doni durante la processione diretta al tempio del dio celebrato. Il più noto, il prosodio per eccellenza, era quello cantato in onore di Apollo ogni anno a Delo, cui partecipavano le principali città greche.